# 모잠비크 해협

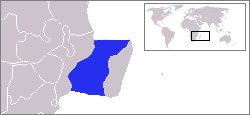
모잠비크 해협의 위치

모잠비크 해협(영어: Mozambique Channel)은 마다가스카르섬과 동남아프리카의 모잠비크 사이의 해역이다. 이 해협은 제2차 세계 대전의 격돌지였다. 해협에서 가장 좁은 부분인 모잠비크의 앙고셰(Angoche)와 마다가스카르의 탐보오라노(Tambohorano) 사이는 폭이 약 460km이다.
이 해협은 깊이 모잠비크에서 230km 떨어진 곳에서 3,292미터의 깊이를 가진다. 난류가 남아프리카 동해안을 흐르는 아굴라스 해류(Agulhas Current)를 따라 해협의 남쪽으로 흐른다. 길이는 1,600km이고 폭은 편차가 있으나 대략 400~950km이다.
프랑스는 마요트 섬과 흩어진 섬들을 통해 주둔하고 있으며, 레위니옹을 통해 군 병력을 주둔시키고 있으며, 해군 자산을 통해 상당히 정기적으로 순찰하고 있습니다. 이 섬들은 풍부한 어자원과 잠재적으로 탄화수소를 보유한 배타적 경제수역(EEZ)을 제공합니다. 프랑스에게 진정한 과제는 마다가스카르의 위협에 맞서 마요트 섬, 코모로 섬, 특히 흩어진 섬에 대한 주권을 유지하는 것입니다. 마다가스카르인들은 이 섬들이 마다가스카르의 속령이며, 독립 후 프랑스가 아닌 마다가스카르로 반환되어야 한다고 주장하며 프랑스의 존재에 법적으로 이의를 제기하고 있습니다.